# كمال يوسف الحاج
كمال يوسف الحاج (1917 -1976) فيلسوف لغوي لبناني.  ولد في قرية الشبانية. حصل على شهادة الأستاذية في الأدب العربي من الجامعة الأميركية،‌ وعلى دكتوراه الدولة في الفلسفة من جامعة باريس سنة 1950،‌ وعين أستاذ الفلسفة في الجامعة اللبنانية. له آثار ودراسات فلسفية مختلفة في مجالات اللغة والقومية اللبنانية. أغتيل في مسقط رأسه في أثناء الحرب الأهلية اللبنانية.

## سيرته
ولد في قرية الشبانية من قرى قضاء بعبدا في محافظة جبل لبنان عام 1917. حصل على شهادة الأستاذية في الأدب العربي من الجامعة الأميركية ببيروت،‌ وعلى دكتوراه الدولة في الفلسفة من جامعة باريس سنة 1950،‌ وصار بعد ذلك أستاذ الفلسفة في الجامعة اللبنانية.
ومات في مسقط رأسه غيلة في أثناء الحرب الأهلية اللبنانية عام 1976.

## آثاره
نقل إلى العربية عام 1946 رسالة في معطيات الوجدان البديهية لبرغسون، ثم أصدر دراسة عن رنية ديكارت (1954)، وثانية عن هنري برغسون (1955)، وفي عام 1956 أصدر فلسفيات (الجزء الأول)، وفلسفة اللغة، وهو أطروحته للدكتوراه. ثم أصدر في القومية والإنسانية (1957)، من الجوهر إلى الوجود (1958). وكان آخر كتبه موجز الفلسفة اللبنانية (1974)، الذي كان يفترض فيه أن يكون تهميداً لموسوعة فلسفية «ملحمية» في اثني عشر مجلداً عن «الفلسفة اللبنانية» و «الفلسفة العربية» و «الفلسفة العالمية.»

## آرائه
يقول جورج طرابيشي في معجم الفلاسفة حاول كمال يوسف الحاج في فلسفة اللغة ينشيء أنطولوجيا للغة باعتبارها «أرقى مظاهر النشاطات في الوجدان». وانطلاقاً من المعادلة بين اللغة والأم، شدد على الدور القومي للغة العربية باعتبار أن «الدفاع عن اللغة القومية هو دفاع عن أدق ما في وجدان الأمة.» وفي الوقت الذي نقد فيه «دعاة قتل اللغة العربية»، دعا إلى أن يكون اتصال لبنان بحضارة الغرب «من حرف العربية»، لأنه بدون أن «يصون لبنان عفاف اللغة العربية» لا يستطيع أن يلعب دور «الأستاذ» و«الإمام» في العالم العربي: «اللغة العربية هي من جملة ضوابطنا التاريخية، التي ينبغي لنا أن نقدسها حتى نزاول القيم العالية. بدون هذه اللغة لن يكون لنا عمارات فكرية شاهقة نتحدى بها الزمن الهروب.»

هذه النزعة القومية اللغوية، التي حاولت «إحياء حرمة فلسفية خلاقة تكون اللغة العربية قالبها الأوحد»، وهط محاولة تكرر من أكثر من وجه - وأن عن غير سابق معرفة - محاولة مماثلة لزكي الأرسوزي، تسجل تراجعاً كبيراً في آخر كتب كمال يوسف الحاج موجز الفلسفة اللبنانية لتخلي مكانها لنزعة قومية لبنانية «تلبنن الفلسفة» و «تفلسف لبنان»، على أعتبار أنه «لا فاصل بين القومية اللبنانية والفلسفة اللبنانية»، وعلى اعتبار أن «الفلسفة اللبنانية موجودة منذ مئات السنين بل آلافها». و «اللبنانولوجيا» هو الاسم الذي اختاره كمال يوسف الحاج لمذهبه الرؤيوي هذا. أما كيف تكون اللغة عربية والقومية لبنانية، فهذه صعبوة لا تجد لها في موجز الفلسفة اللبنانية حلّلا إلا عن طريق تمييز مصطنع وغير مقنع بين مفهومي «الأمة العربية»‌ و«القومية اللبنانية.»

## وصلات خارجية
- «كمال يوسف الحاج فيلسوف اللغة»، أنطوان أبو زيد
- في موقع archive.sakhrit.co